# Jetty Paerl

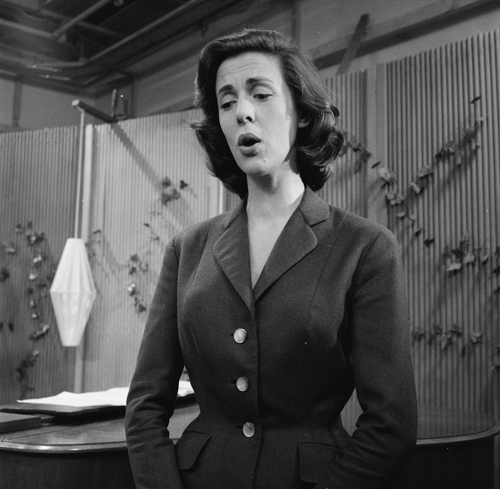
Jetty Paerl (1956)

Jetty Paerl, mit vollem Namen Henriëtte Nanette Bantzinger-Paerl (* 27. Mai 1921 in Amsterdam; † 22. August 2013 in Amstelveen), war eine niederländische Sängerin. Ihre größten Erfolge feierte sie in ihrem Heimatland in den 1940er und 1950er Jahren. Sie sang den allerersten Beitrag des Eurovision Song Contests.

## Leben
Paerl wurde während des Zweiten Weltkrieges durch Radio Oranje bekannt, das von London aus in die von den Nationalsozialisten besetzten Niederlande sendete. Als Jetje van Radio Oranje wirkte sie im Programm des Senders an dem Kabarett de Watergeus mit.
1956 nahm sie in Lugano zusammen mit Corry Brokken als Repräsentantin der Niederlande an der ersten Ausgabe des Eurovision Song Contests teil. Mit dem Lied De vogels van Holland, das von Annie M. G. Schmidt geschrieben und von Cor Lemaire komponiert worden war, eröffnete sie den Schlagerwettbewerb. Das genaue Abschneiden Paerls ist nicht bekannt, da nur das Gewinnerlied ermittelt wurde. Die heute übliche Punktevergabe und genaue Rangfolge aller Teilnehmer gab es damals noch nicht.